# Penisola King
La penisola King è una penisola completamente coperta dai ghiacci situata sulla costa di Eights, nella Terra di Ellsworth, in Antartide. Questa penisola, che si allunga in direzione ovest per circa 200 km nel mare di Amundsen, formando la sponda sud-occidentale dello stretto Peacock, e che arriva a una larghezza di circa 40 km, divide due piattaforme glaciali, avendo la sua costa settentrionale completamente occupata dai ghiacci della piattaforma Abbot e quella meridionale occupata, nella parte più orientale, dai ghiacci della piattaforma Cosgrove.

La sua estremità nord-occidentale, chiamata capo Waite, è considerata il confine tra la costa di Eights, est, e la costa di Walgreen, a ovest, costituendo quindi anche il limite occidentale della Terra di Ellsworth e quello orientale della Terra di Marie Byrd.

## Storia
La penisola King fu inizialmente mappata durante sorvoli aerei effettuati nel corso dell'operazione Highjump, svolta nel 1946-47, senza che però si riuscisse a capire se si trattasse di una penisola o di un'isola di forma allungata. In seguito, la penisola fu delineata più dettagliatamente da membri dello United States Geological Survey che si basarono su fotografie aeree scattate tra il 1960 e il 1966 dalla marina militare statunitense (USN), dalle quali si evinceva che la formazione era in effetti una penisola, e fu così battezzata dal Comitato consultivo dei nomi antartici in onore dell'ammiraglio statunitense Ernest J. King, capo delle operazioni navali della US Navy dal 1942 al 1945, il quale approvò l'inizio dei lavori preliminari per la sopraccitata operazione Highjump.